# Fire Island
Fire Island è la più grande e centrale della barriera esterna di isole parallela alla riva sud di Long Island, nello stato di New York. Fire Island fa parte della contea di Suffolk. Si trova tra le città di Babylon, Islip e Brookhaven.
Di tanto in tanto, il nome è usato per riferirsi collettivamente non solo all'isola centrale, ma anche a Long Beach Barrier Island, Jones Beach Island e Westhampton Island, dato che gli stretti che separano queste isole sono estremamente brevi. 
Nel 2012, l'uragano Sandy ha diviso ancora una volta Fire Island in due parti. Insieme, queste due isole sono lunghe circa 50 km e variano tra i 160 e 400 m in profondità. 
Sono presenti due villaggi e un certo numero di frazioni. Ha una popolazione permanente di 292 persone secondo il censimento del 2010 che, tuttavia, si espande a migliaia di residenti e turisti durante l'estate. L'isola ha visto negli anni sessanta la crescita di una nutrita comunità gay, spinta dal suo isolamento; ancora oggi Cherry Grove e Fire Island Pines sono considerate tra le più famose e accoglienti comunità LGBT. Sull'isola non sono ammessi autoveicoli e motocicli, se non per accedervi tramite ponti e solo sino ai parcheggi situati alle estremità dell'isola.
Nel 1971 vi venne girato il celebre film porno gay Boys in the Sand con Casey Donovan.